# レッドフィールド・プロクター・ジュニア
レッドフィールド・プロクター・ジュニア（Redfield Proctor, Jr., 1879年4月13日 - 1957年2月5日）は、アメリカの政治家、実業家。第59代バーモント州知事を務めた。

## 概要
プロクターはバーモント州のラトランド郡で生まれ、生涯をそこで過ごした。ペンシルベニア州の学校で教育を受け、マサチューセッツ工科大学へ進学した。
1912年と1915年にバーモント州下院議員を、1917年にバーモント州上院議員を務めた。
1922年、プロクターは共和党の指名を受けて、バーモント州知事選挙に立候補した。プロクターは現職副知事のエイブラム・W・フットを約5300票差で破り、勝利した。
1957年、プロクターは病気を患い、間もなく自宅で死去した。

## 家族
父のレッドフィールド・プロクターも政治家で、第37代アメリカ合衆国陸軍長官および第37代バーモント州知事を務めた。母はエミリー・ジェイン・ダットン (Emily Jane Dutton) である。兄に第51代バーモント州知事を務めたフレッチャー・プロクターがいる。
プロクターは1906年10月24日に、ノースカロライナ州出身のメアリー・S・ヘドリック (Mary S. Hedrick) と結婚した。プロクターはメアリーとの間に、以下の子供をもうけた。
1. マーガレット・オリーヴ・プロクター (Margaret Olive Proctor, 1911年 - 1980年)